# Corymbia eximia

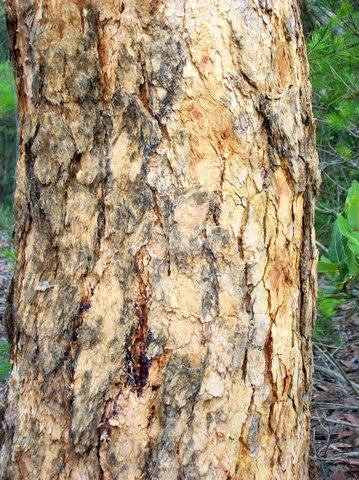
Tronco em en.

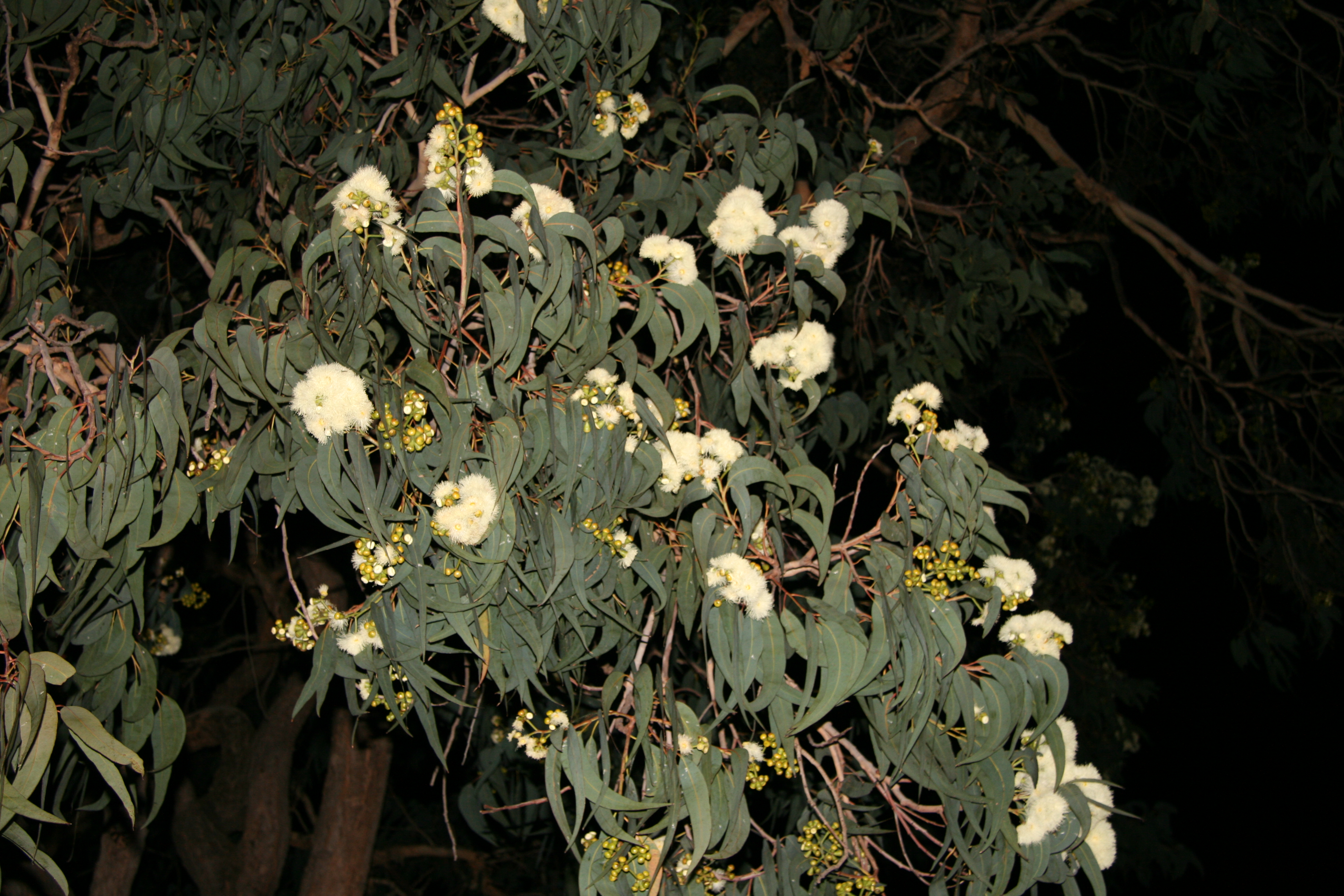
Corymbia eximia em en.

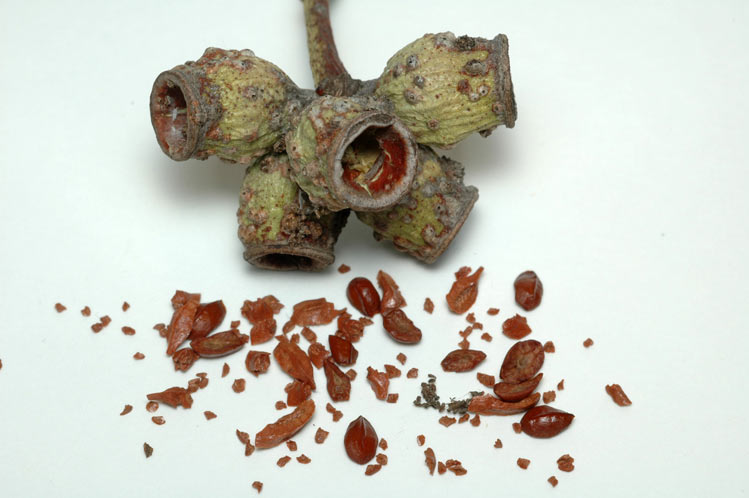
Cápsulas de frutificação e sementes no en.

Corymbia eximia é uma espécie do gênero Corymbia, nativa de Nova Gales do Sul, na Austrália. Ela é encontrada na região da Bacia de Sydney [en], frequentemente em áreas de alta pluviosidade, sobre solos rasos de arenito em planaltos ou escarpas, em locais propensos a incêndios florestais. Cresce como uma árvore nodosa, alcançando até 20 metros de altura, e é facilmente reconhecida por sua casca amarelo-acastanhada, áspera e fragmentada em um padrão tesselado. Suas folhas são verde-acinzentadas, grossas, com nervuras evidentes e formato lanceolado (em forma de lança) ou falcado (em forma de foice). As flores de cor creme aparecem em panículas, geralmente em grupos de sete, durante a primavera. Por muitos anos conhecida como Eucalyptus eximia, a espécie foi transferida para o novo gênero Corymbia em 1995, quando este foi estabelecido por Ken Hill [en] e Lawrie Johnson. Ainda é possível encontrá-la sob o nome anterior em algumas publicações.

## Descrição
A Corymbia eximia cresce como uma árvore atraente e nodosa, alcançando até 20 metros de altura. Em locais expostos, pode apresentar um hábito atrofiado com múltiplos troncos. Sua casca característica tem uma tonalidade amarelo-clara a bege e é áspera, com uma textura escamosa que forma um padrão tesselado. As folhas adultas, de cor verde-acinzentada, são grossas, com nervuras bem marcadas, e têm formato lanceolado ou falcado. Medem até 20 cm de comprimento por 2,5 cm de largura, com uma nervura central amarela elevada e uma extremidade afilada. Elas se dispõem de forma alternada ao longo dos ramos e apresentam a mesma tonalidade em ambas as faces. As flores de cor creme surgem como gomos em fevereiro e florescem entre agosto e outubro, sendo por vezes usadas em arranjos florais. Formam grupos de sete flores em panículas, com gomos inicialmente pedicelados (com pequenos pedúnculos), medindo de 1,3 a 1,5 cm de comprimento por 0,6 cm de largura, em formato de pera. Os frutos têm o formato típico de urna comum aos membros do gênero Corymbia. As sementes não possuem "asas" e estão maduras em dezembro, permanecendo na árvore por até 16 meses.
As mudas possuem folhas opostas nas primeiras três a seis pares, com formato elíptico a lanceolado. Após esse estágio, desenvolvem folhas juvenis oblongas a lanceoladas, que passam a se alternar ao longo dos ramos. De cor azul-esverdeada clara, essas folhas medem de 7,5 a 12,5 cm de comprimento por 2,5 a 3,2 cm de largura.

## Taxonomia e nomenclatura
Coletada pela primeira vez por europeus perto do rio Grose [en] entre setembro e outubro de 1803 por Robert Brown e Ferdinand Bauer, a espécie foi descrita como Eucalyptus eximia em 1843 pelo botânico alemão Johannes Conrad Schauer no livro Repertorium Botanices Systematicae de Wilhelm Gerhard Walpers. O nome específico deriva do adjetivo em latim eximius, que significa "excepcional" ou "incomum", possivelmente relacionado à aparência distinta da casca ou das flores da árvore. Em 1995, o gênero Eucalyptus foi dividido em três gêneros por Ken Hill e Lawrie Johnson, do Jardim Botânico Real de Sydney, e E. eximia foi transferida para Corymbia. Hill e Johnson a classificaram na seção Ochraria, junto a outras onze espécies. Uma análise combinada de DNA ribossômico nuclear (ETS + ITS) e características morfológicas, publicada em 2009, confirmou esse grupo como monofilético, renomeando-o como seção Naviculares dentro do subgênero Blakella (nome originalmente proposto por Maiden em 1929 como série Naviculares do gênero Eucalyptus), com C. eximia como espécie-tipo.
O nome comum em inglês yellow bloodwood (sangue-amarelo) vem das veias de goma presentes na madeira.

## Distribuição e habitat
A Corymbia eximia ocorre no centro de Nova Gales do Sul, desde o Vale Howes, ao norte, até Tolwong, ao sul. Na região da Bacia de Sydney, é comum em planaltos e escarpas de arenito, especialmente nas proximidades dos rios Nepean e Hawkesbury e nas encostas ocidentais das Montanhas Azuis, até altitudes de 500 metros, com precipitação anual entre 730 e 1.800 mm. Cresce em florestas esclerófilas secas sobre solos de arenito, associada a espécies como Corymbia gummifera [en], Angophora hispida [en], Angophora costata [en], Eucalyptus sparsifolia [en], Eucalyptus globoidea [en], Eucalyptus piperita [en], Eucalyptus punctata, Eucalyptus haemastoma [en], Eucalyptus racemosa [en] e Allocasuarina littoralis [en].

## Ecologia
A Corymbia eximia se regenera após incêndios florestais por meio de gomos epicórmicos. As árvores podem viver mais de cem anos. A raposa-voadora-de-cabeça-cinza (Pteropus poliocephalus [en]) consome suas flores. A espécie é altamente suscetível à praga branca das folhas e brotos (Sporothrix pitereka).

## Usos
Devido ao tamanho relativamente pequeno e à raridade, a Corymbia eximia é pouco utilizada como madeira. É empregada como árvore de rua em cidades australianas e, por seu porte reduzido e casca atraente, é uma boa opção para quintais, embora seja grande demais para jardins pequenos. Floresce abundantemente, mas por um período curto. A espécie foi listada no catálogo do viveiro Treseder, em Truro, na Cornualha, em 1905.
Uma forma menor, chamada nana, foi propagada e utilizada como árvore de jardim ou de rua.